# Madhuca erythrophylla
Madhuca erythrophylla är en tvåhjärtbladig växtart som först beskrevs av George King och James Sykes Gamble, och fick sitt nu gällande namn av Herman Johannes Lam. Madhuca erythrophylla ingår i släktet Madhuca och familjen Sapotaceae. Inga underarter finns listade i Catalogue of Life.